# Basalttuff Habichtswald

Herkules-Bauwerk auf der Wilhelmshöhe aus Basalttuff Habichtswald

Basalttuff Habichtswald wird auch Habichtswälder Tuff oder Kasseler Tuff und  petrologisch Habichtswald-Lapillituff genannt. Der Abbau dieses Gesteins erfolgte im Habichtswald im Tal der Drusel bei Kassel im Bundesland Hessen bis ins Jahr 1941. Das hell-gelblichbraune Gestein wurde unter anderem am Herkules-Bauwerk und an der Löwenburg der Wilhelmshöhe bei Kassel verbaut.

## Geologie
Der Vogelsberg, die Kuppenrhön, Teile der Hohen Rhön und die Niederhessischen Senke (mit Knüll und Habichtswald) in Hessen wurden vom Vulkanismus im Tertiär im Miozän vor 14 bis 7 Millionen Jahren gestaltet. Die nachfolgende Erosion und Verwitterung haben diese Landschaften vor etwa 6 bis 7 Millionen Jahren entscheidend neu geprägt.
Der Habichtswald war das Zentrum der niederhessischen vulkanischen Aktivität. Diese  erfolgte in zwei Perioden, wobei die Gesteine der älteren Periode im südlichen Habichtswald erhalten sind und die jüngeren Ergüsse vor allem im nördlichen Habichtswald am Großen Steinhaufen, Essigberg, Wuhlhagen, Hunrodsberg, Möllersruh, Kuhberg usw. auftreten. Die Magmen wurden aus einer Tiefe von 75 bis 90 Kilometern nach oben gefördert.  Nach einer Untersuchung aus den 1950er Jahren wurden sechs Basalte und Basalttuffe unterschieden.

## Gesteinskundliche Beschreibung und Mineralbestand

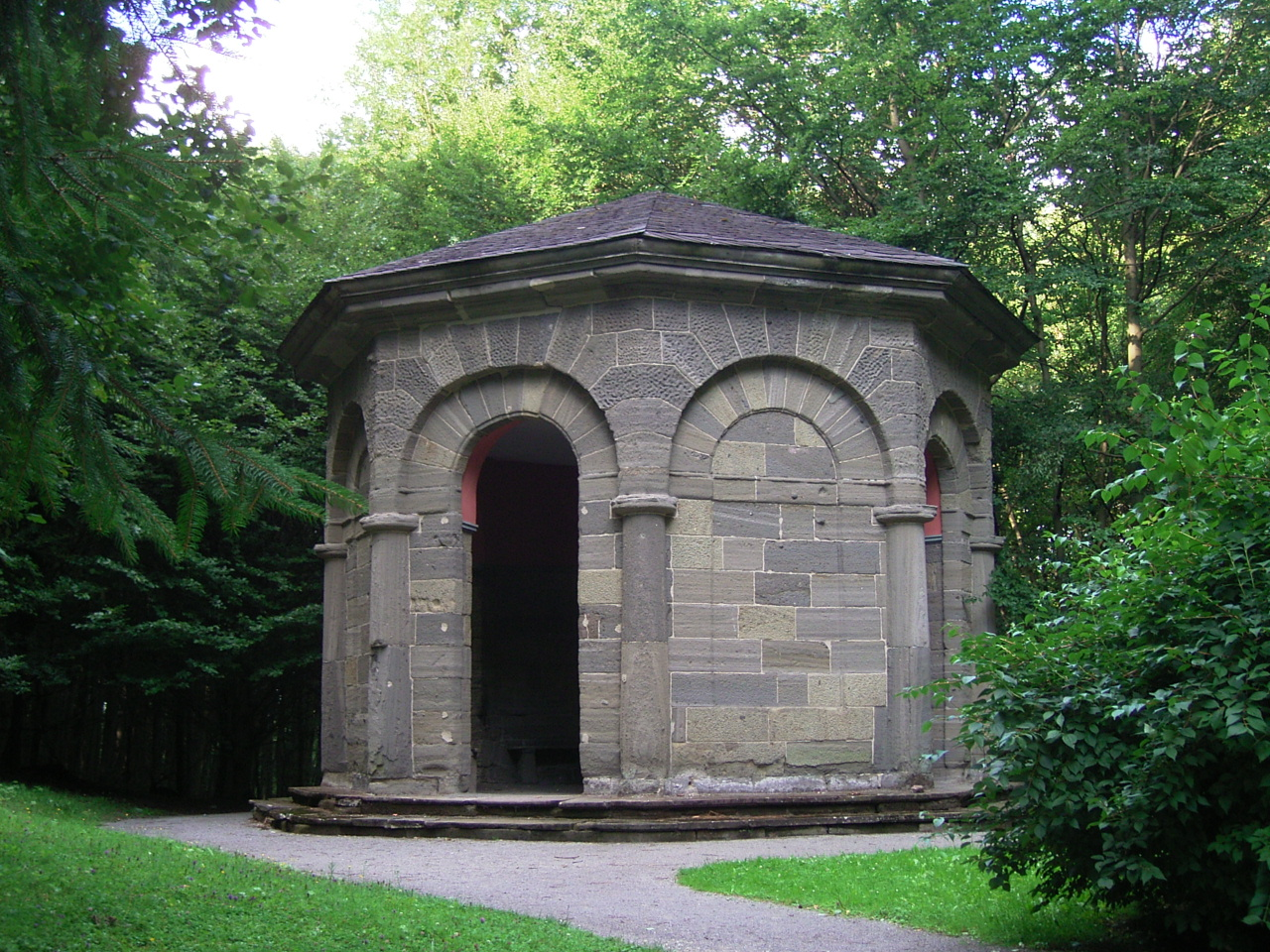
Ein Staffagebau im Bergpark Wilhelmshöhe aus Habichtswälder Tuff. Deutlich sind die Verwitterungsschäden am Fuß der Halbsäulen und im Übergang von Sockel zum Bauwerk zu sehen (dort mit weißer Salzbildung).

Beim Basalttuff Habichtswald handelt sich um einen hellen, gelblichbraunen Tuff mit bis zu zentimetergroßen dunkelgrauen und olivgrauen Lapilli. Als Lapilli werden gesteinskundlich erbsen- bis nussgroße (2–64 mm große) Pyroklasten (Gesteinsfragmente) bezeichnet, die bei einem explosiven Vulkanausbruch entstehen. Der Porenraum dieses Gesteins liegt bei etwa 21 Prozent, und damit ist das Gestein wegen seiner hohen Porosität sehr leicht und wiegt 2,12 t je m³. Der Porenraum war ursprünglich größer und wurde nachträglich bis zu einem Drittel mit Chalcedon gefüllt. Der Mineralbestand ist zu 66 Prozent glasig; die Anteile von Pyroxen betragen 17 Prozent, von Chalcedon 14 Prozent, Olivin, Quarzkörner, opake Minerale und Akzessorien je 1 Prozent.
Neben den grobkörnigen Typen gibt es auch feinkörnigere Varianten des Habichtswälder Basalttuffs. Des Weiteren befinden sich in diesem Gestein auch Bestandteile anderer Sedimentgesteine, sogenannte Xenolithe. Quarz und Feldspat kommen als Bruchstücke anderer Gesteine vor. Die Textur dieses Tuffs ist richtungslos und schwammig porös.

## Abbau
Der Abbau erfolgte im Steinbruch an der Drusel am Essigberg, Kuhberg und Hirzstein. Dieses Tuffgestein, das eine Mächtigkeit von bis zu 26 Metern erreicht, ließ sich leicht gewinnen und war im bruchfeuchten Zustand leicht zu bearbeiten. Es zählt zu den Weichgesteinen. Das Vorkommen ist von zahlreichen Klüften durchzogen. Es gibt in der Umgebung des Habichtswalds weitere ähnliche Gesteine.

## Verwendung

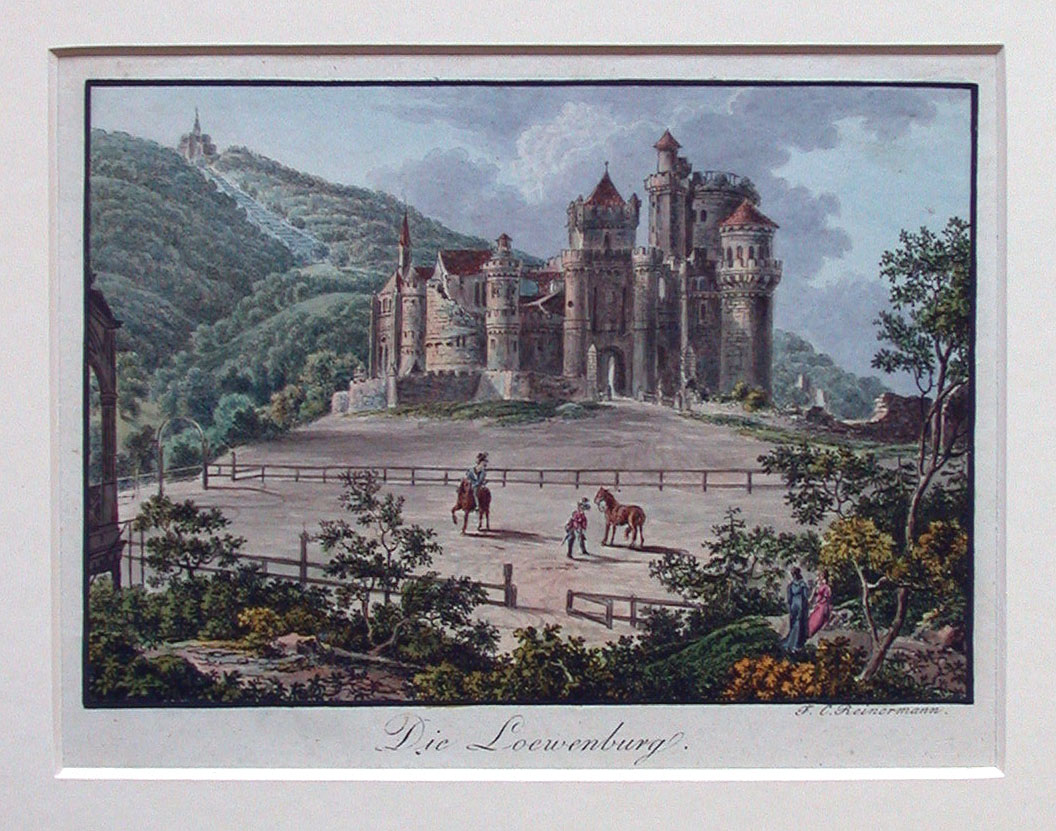
Historische Abbildung der Löwenburg

Verwendet wurde dieser Tuff vor allem für Massivbauten, Grabmale und Monumentalbauten wie beim Herkules-Bauwerk und Löwenburg im Bergpark Wilhelmshöhe in Kassel. Früher wurde es auch als Backofenstein verwendet. Habichtswald Tuff ist sehr schlecht verwitterungsbeständig. Bereits nach kurzer Zeit sandet oder grust das Gestein ab und es kann schalenförmig abbröckeln.